# Курон (станция метро)
Курон (фр. Couronnes) — станция линии 2 Парижского метрополитена, расположенная на границе XI и XX округов Парижа. Названа по одноимённой улице (фр. Rue des Couronnes).

## История
- Станция открылась 31 января 1903 года в составе пускового участка Анвер — Александр Дюма. Однако уже через несколько месяцев станция получила печальную известность, так как на перегоне Курон — Менильмонтан произошёл один из крупнейших пожаров в истории парижской подземки, в результате которого погибли 84 человека[2]. В других более ранних источниках количество погибших оценивалось в более, чем 100 человек[3]
- Пассажиропоток по станции по входу в 2011 году, по данным RATP, составил 3 324 335 человек[4]. В 2013 году этот показатель снизился до 3 034 396 пассажиров (175 место по уровню входного пассажиропотока в Парижском метро)[5]

## Галерея

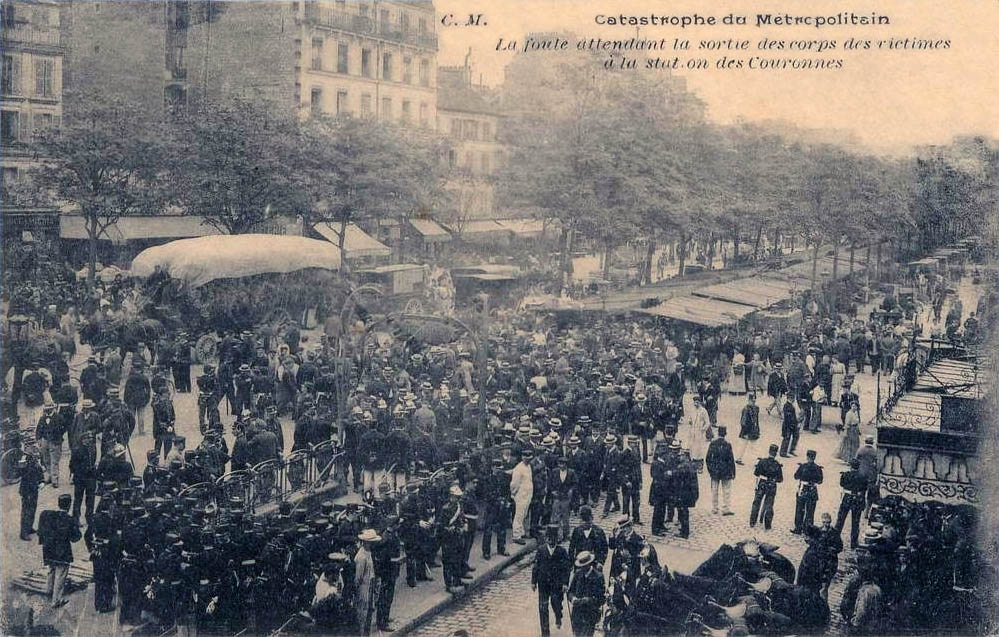
Окрестности станции в день пожара 10 августа 1903 года
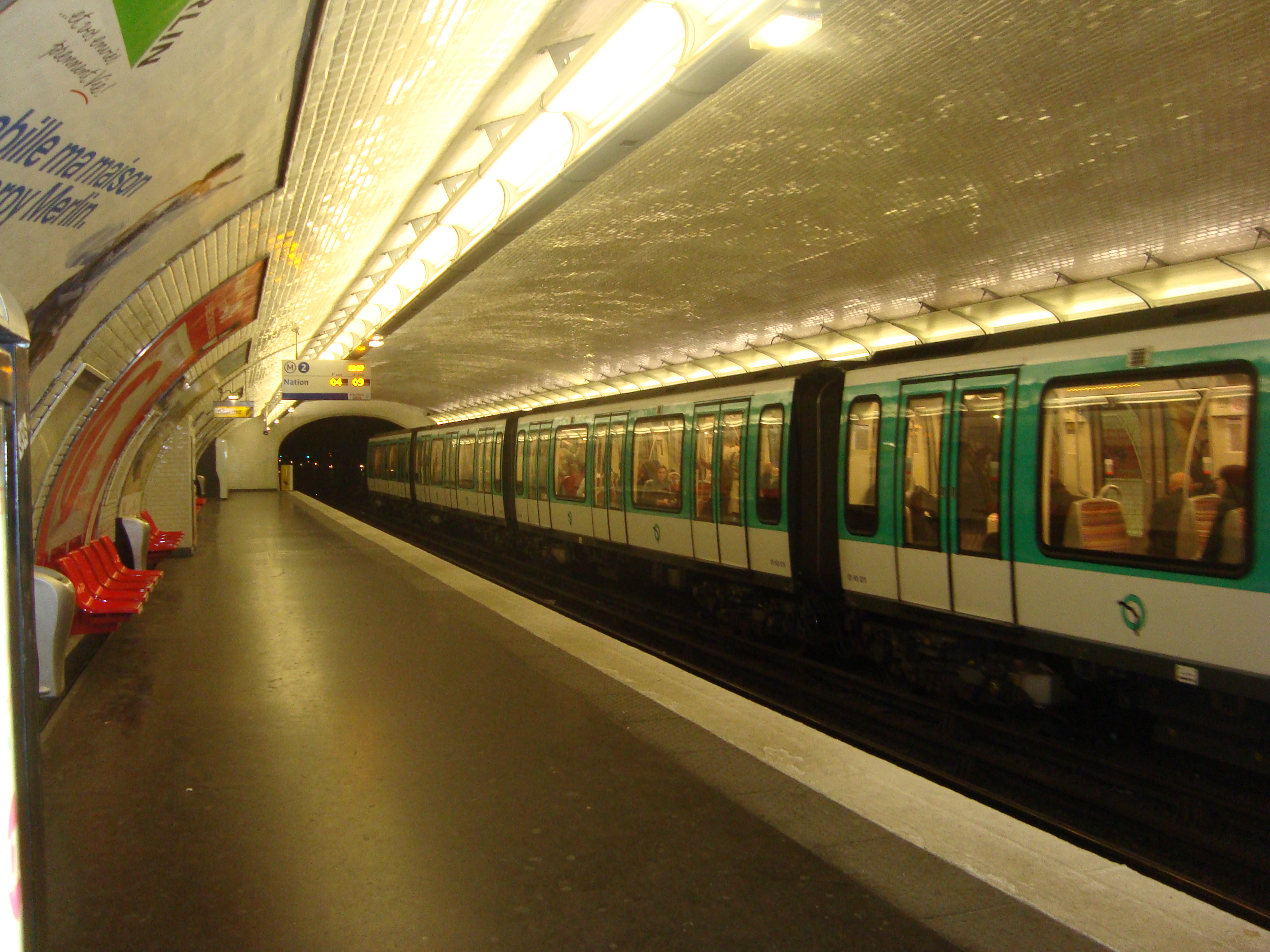
Состав модели MF 01 на станции
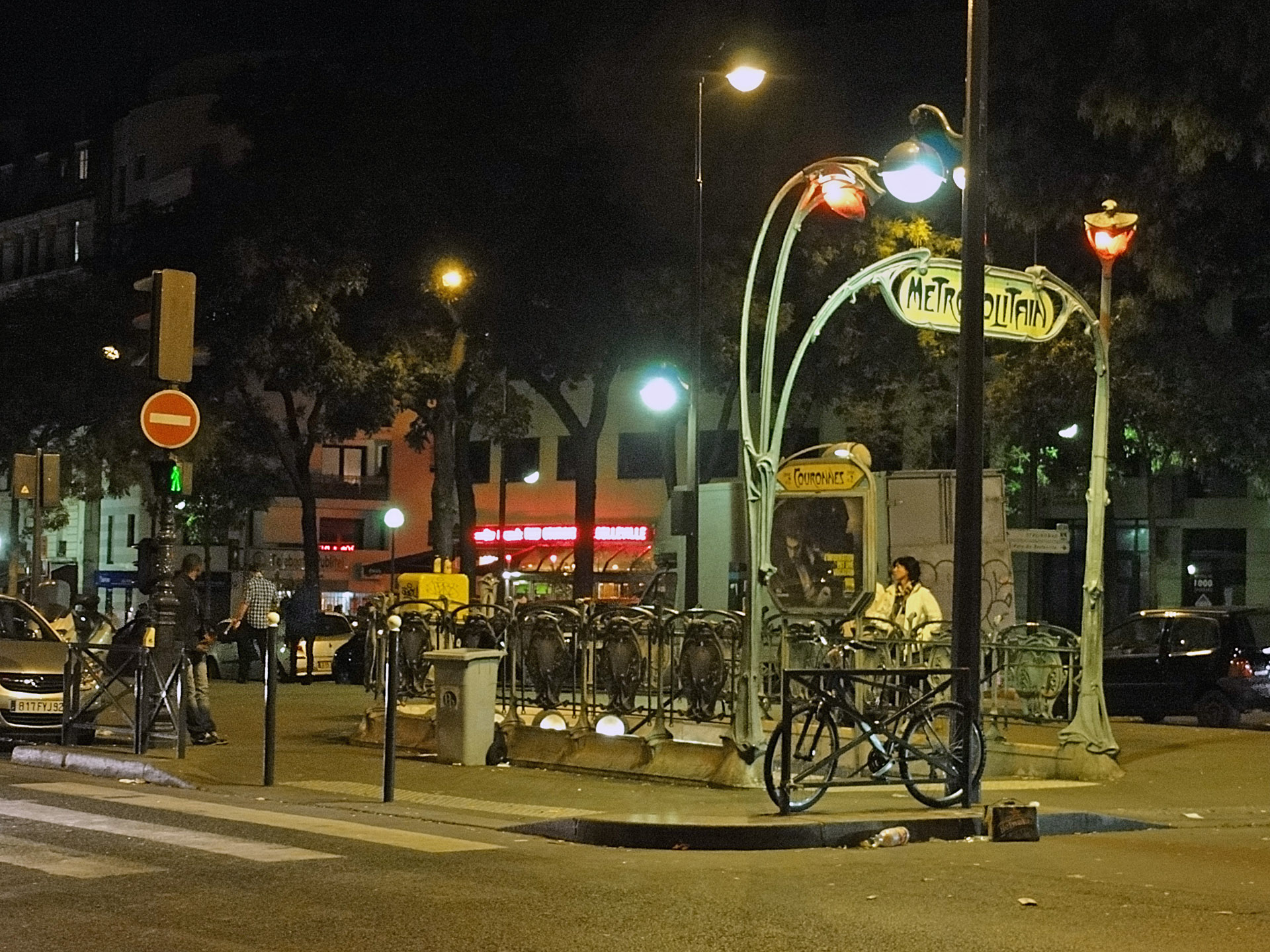
Лестничный сход